# بشتراك
بشتراك هي بلدة في مقاطعة كتاب في ولاية قشقداريا في أوزبكستان.